# Saint-Trojan
Saint-Trojan es una población y comuna francesa del departamento de Gironda en la región de Nueva Aquitania.

## Geografía
Comuna situada en el viñedo de Côtes-de-Bourg.

## Demografía
| 190 | 234 | 259 | 269 | 288 | 318 | 336 |
| Para los censos de 1962 a 1999 la población legal corresponde a la población sin duplicidades (Fuente: INSEE [Consultar]) |     |     |     |     |     |     |